# High Ledges Wildlife Sanctuary
Das High Ledges Wildlife Sanctuary ist ein 629 Acres (2,5 km²) umfassendes Schutzgebiet bei Shelburne im Bundesstaat Massachusetts der Vereinigten Staaten. Es wird von der Massachusetts Audubon Society verwaltet.

## Schutzgebiet
Vom Schutzgebiet aus bietet sich ein guter Überblick über das Tal des Deerfield River bis zum Mount Greylock. Es verfügt über eine sehr große Vielfalt an Wildblumen, darunter einheimische Orchideen und seltene Farne. Bei der geologischen Formation Wolve’s Den (deutsch „Wolfsbau“) soll gemäß einer örtlichen Legende der letzte Wolf der Region getötet worden sein. Besuchern stehen 5 mi (8 km) Wanderwege zur Verfügung.